# 塞拉里科
塞拉里科（義大利語：Serra Riccò），是意大利熱那亞廣域市的一个市镇。总面积26.17平方公里，人口7961人，人口密度304.2人/平方公里（2009年）。ISTAT代码为010058。